# Ertuğrul Dilek
Ertuğrul Dilek (Isztambul, 1935 –) török nemzetközi labdarúgó-játékvezető.

## Pályafutása

### Nemzetközi játékvezetés
A Török labdarúgó-szövetség Játékvezető Bizottsága (JB) terjesztette fel nemzetközi játékvezetőnek, a Nemzetközi Labdarúgó-szövetség (FIFA) 1969-től tartotta nyilván bírói keretében. Több nemzetek közötti válogatott és klubmérkőzést vezetett. A török nemzetközi játékvezetők rangsorában, a világbajnokság-Európa-bajnokság sorrendjében többedmagával a 17. helyet foglalja el 1 találkozó szolgálatával. Az aktív nemzetközi játékvezetéstől 1978-ban búcsúzott.

#### Európa-bajnokság
Az európai-labdarúgó torna döntőjéhez vezető úton Jugoszláviába az V., az 1976-os labdarúgó-Európa-bajnokságra az UEFA JB játékvezetőként foglalkoztatta.
| Időpont         | Helyszín                       | Mérkőzés típusa           | Mérkőzés       | Eredmény | Nézők száma |
| --------------- | ------------------------------ | ------------------------- | -------------- | -------- | ----------- |
| 1975. június 1. | Augusztus 23 Stadion, Bukarest | előselejtező (4. csoport) | Románia–Skócia | 1 : 1    | 52 203      |

## Sportvezetőként
Aktív pályafutását befejezve a Török Labdarúgó-szövetség JB állományában, valamint a FIFA kötelékében ellenőrként tevékenykedett.

## Külső hivatkozások
- Ertuğrul Dilek – eu-football.info
- Ertuğrul Dilek. World Referee. [2011. szeptember 22-i dátummal az eredetiből archiválva]. (Hozzáférés: 2011. március 26.)
- Ertuğrul Dilek. zerozerofootball.com. (Hozzáférés: 2011. március 26.)[halott link]
- Ertuğrul Dilek. footballdatabase.eu. (Hozzáférés: 2011. március 26.)
- Ertuğrul Dilek. scoreshelf.com. [2015. július 16-i dátummal az eredetiből archiválva]. (Hozzáférés: 2011. március 26.)